# ГЕС Амоя
ГЕС Амоя — гідроелектростанція у центральній частині Колумбії. Використовує ресурс із річки Амоя, лівої притоки Салдани, яка в свою чергу є лівою притокою Магдалени (впадає до Карибського моря в місті Барранкілья). 
В межах проекту Амою нижче від впадіння її правої притоки Девіс перекрили водозабірною греблею висотою 5 метрів та довжиною 50 метрів. Вона відводить ресурс у басейн для видалення осаду, який складається з трьох камер розмірами 86х33 метри при глибині 7 метрів. Звідси вода потрапляє у прокладений через правобережний масив дериваційний тунель довжиною 8,7 км, який подає її до підземного машинного залу розмірами 37х12 метрів при висоті 27 метрів. 
Основне обладнання станції становлять дві турбіни типу Пелтон потужністю по 40 МВт, які при напорі у 520 метрів забезпечують виробництво 514 млн кВт-год електроенергії на рік.
Відпрацьована вода повертається у річку по відвідному тунелю довжиною 3 км.
Видача продукції відбувається по ЛЕП, розрахованій на роботу під напругою 115 кВ.